# Grammy al millor àlbum de bluegrass
El premi Grammy al millor àlbum de bluegrass és un guardó presentat en els Premis Grammy, una cerimònia que va ser establida en el 1958 i en el seus orígens s'anomenava Premis Gramòfon, per als artistes de gravació que han realitzat àlbums en el gènere musical del bluegrass.

## Guardonats

### Dècada del 2020
| Edició | Imatge | Guanyador(s)/ Guanyadora(es) | Obra         | Nominat(s)/ Nominada(es) | Ref   |
| ------ | ------ | ---------------------------- | ------------ | ------------------------ | ----- |
| 62     |        | Michael Cleveland            | Tall Fiddler |                          | [ 2 ] |